# テトラヘドロン法
テトラヘドロン法（テトラヘドロンほう、Tetrahedron method、四面体法）は、ブリュアンゾーン内のk点を精度良く積分する方法。ブリュアンゾーン内を多数の四面体で区切り、その四面体内でフェルミエネルギーまでの状態（体積）を線形補間等（より高次の補間を用いる場合あり[3]）で解析的に足し上げるようにする。単純にk点に関して足し上げる方法よりずっと精度が良い。またテトラヘドロン法を改良する方法として、Blochl補正が知られており、これもよく利用される。